# Miasta Japonii oznaczone rozporządzeniem rządowym
Miasta oznaczone rozporządzeniem rządowym (jap. 政令指定都市 Seirei shitei toshi;  lub 政令市 Seirei-shi) – miasta w Japonii, których liczba mieszkańców przekroczyła 500 000 i są ważnymi ośrodkami gospodarczymi i przemysłowymi.

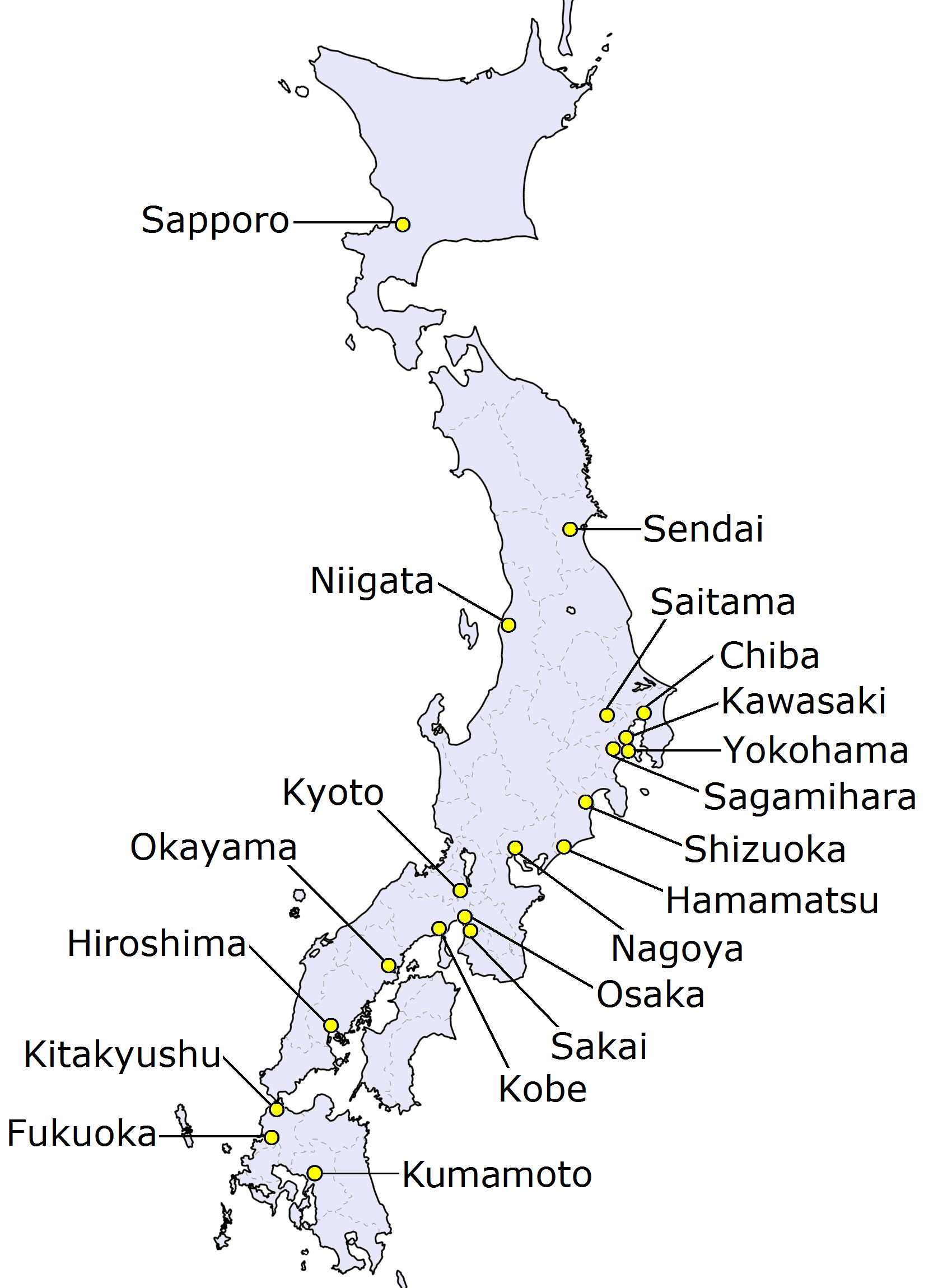
Miasta oznaczone rozporządzeniem rządowym

Tego typu klasyfikację wprowadził art. 252 p. 19 japońskiej „Ustawy o samorządzie lokalnym” (jap. 地方自治法 Chihō-jichi-hō) z 17 kwietnia 1947.
Miasta oznaczone rozporządzeniem rządowym przejęły większość zadań i uprawnień administracyjnych, zwykle przysługujących prefekturom, a ich status prawny jest niemal równy prefekturze.
Lista miast oznaczonych rozporządzeniem rządowym nie obejmuje Tokio, które posiada status metropolii (jap. 都 to), ze wszystkimi atrybutami prefektury.

## Lista miast oznaczonych rozporządzeniem rządowym
W nawiasach rok uzyskania specjalnego statusu:
- Kobe (1956)
- Kioto (1956)
- Nagoja (1956)
- Osaka (1956)
- Jokohama (1956)
- Kitakyūshū (1963)
- Fukuoka (1972)
- Kawasaki (1972)
- Sapporo (1972)
- Hiroszima (1980)
- Sendai (1989)
- Chiba (1992)
- Saitama (2003)
- Shizuoka (2005)
- Sakai (1 kwietnia 2006)
- Niigata (1 kwietnia 2007)
- Hamamatsu (1 kwietnia 2007)
- Okayama (1 kwietnia 2009)
- Sagamihara (1 kwietnia 2010)
- Kumamoto (1 kwietnia 2012)